# Afristar
Afristar (auch als Afristar 1 bezeichnet) ist ein ehemaliger Rundfunksatellit des Betreibers Worldspace, der hauptsächlich Afrika versorgte, aber auch Europa und den Nahen Osten.
Nach dem Konkurs des Betreibers wurde der Satellit an das Unternehmen Yazmi USA verkauft, welches wie Worldspace von Noah Samara geleitet wird.
Im Juni 2013 waren in Europa noch 3 Radiostationen zu empfangen: World Radio Network WRN1 (englisch), WRN2 (deutsch/französisch) und Channel Islam International CII-Radio (englisch).
Im Dezember 2016 war in Europa kein Radioprogramm mehr über Afristar zu empfangen. Allerdings waren neben dem weiterhin empfangbaren Datendienst Omnisat nun zwei weitere Datenkanäle aufgeschaltet: Yazmidat und Yazmifile, welche Bildungsinhalte auf entsprechend ausgerüstete Tablet-Computer in Afrika übertragen.